# Drumul scurt până departe
Drumul scurt până departe este un film românesc din 2013 regizat de Ilija Piperkoski. Rolurile principale au fost interpretate de actorii Elvira Deatcu, Andrei Roșu.

## Distribuție
Distribuția filmului este alcătuită din:
- Alice Nicolae
- Puiu Lăscuș
- Andrei Roșu
- Letiția Vlădescu
- Elvira Deatcu — Maria
- Gabriel Spahiu